# Tristesse Club
Pour plus de détails, voir Fiche technique et Distribution.
Tristesse Club est un film français réalisé par Vincent Mariette et sorti en 2014.

## Synopsis
Léon et Bruno, deux frères, reviennent dans leur ville natale pour les funérailles de leur père. Arrivés sur place, ils ne trouvent rien, excepté une fille étrange, Chloé. Cette dernière prétend être leur demi-sœur. Intrigués par cette révélation, les deux frères vont tenter d'en apprendre davantage. C'est alors qu'ils vont se retrouver dans une intrépide histoire, remplie de secrets.

## Fiche technique
- Titre : Tristesse Club
- Titre anglais international : Fool Circle
- Réalisation : Vincent Mariette
- Scénario : Vincent Mariette avec l'aide de Vincent Poymiro
- Musique : Robin Coudert
- Photographie : Julien Roux
- Montage : Nicolas Desmaison, assisté d'Arthur Muller
- Décors : Sydney Dubois, assistée de Dominika Roslon
- Costumes : Carole Gérard
- Son : Nicolas Waschkowski
- Production : Amaury Ovise et Jean-Christophe Reymond
- Sociétés de production : Kazak Productions, 2L Productions, Rhône-Alpes Cinéma, Canal+ et Ciné+
- Soutiens à la production : CNC, Cofimage 25, EDCA, Cinémage 6 Développement, Procirep, Angoa-Agicoa et Association Beaumarchais
- Société de distribution : Haut et Court
- Pays d'origine :  France
- Langue originale : français
- Budget : 2,05 million d'euros[1]
- Caméras : Arriflex Alexa - Technovision et Zeiss anamorphiques
- Format : couleur - 2,35:1 - 35 mm - Dolby Digital
- Genre : comédie dramatique
- Durée : 86 minutes
- Dates de sortie :
  - France : 4 juin 2014
- Visa d'exploitation no 125512
- Box-office France : 49 445 entrées[1]

## Distribution
- Laurent Lafitte : Léon Camus, un ancien champion de tennis dont la carrière a tourné court
- Vincent Macaigne : Bruno Camus, son frère, le timide opérateur d'un site de rencontres sur internet
- Ludivine Sagnier : Chloé, la demi-sœur de Bruno et de Léon
- Noémie Lvovsky : Rebecca, une ancienne maîtresse du père de Léon et Bruno, fascinée par la mort
- Philippe Rebbot : Ivan, un ancien camarade de classe de Léon
- Délia Espinat-Dief : Lola, sa jolie fille adolescente
- Dominique Reymond : Claude, la secrétaire de Bruno, qu'il tente maladroitement de séduire
- Anne Azoulay : Florence, l'ex-femme de Léon
- Emile Baujard : Jérôme Camus, le petit garçon de Florence et de Léon
- Théo Cholbi : Guillaume, le garçon à qui Léon et Bruno volent l'essence
- Thomas De Pourquery : Le gardien de l'hôtel
- Lock Mosoner : Le caissier
- Malva Benredjem : La première danseuse de la station-service
- Alizée Fischer : La seconde danseuse de la station-service
- Guillaume Benoit : Le premier jeune du lac
- Lauren Bacquet : Le second jeune du lac

## Tournage
- Dates de tournage : du 29 juillet au 31 août 2013
- Lieux de tournage :
  - Isère (Apprieu, Charavines, Eybens, Saint-Martin-d'Uriage, Paladru, Tullins, Corenc, Voreppe, Grenoble)[2]
  - Savoie (Lépin-le-Lac, Lac d'Aiguebelette, Saint-Alban-de-Montbel)
  - Ain (Colomieu)